# Shahrestān di Qal'eh-ye-Ganj
Lo shahrestān di Qal'eh-ye-Ganj (farsi شهرستان قلعه گنج) è uno dei 23 shahrestān della provincia di Kerman, il capoluogo è Qal'eh-ye-Ganj. Lo shahrestān è suddiviso in 2 circoscrizioni (bakhsh): 
- Centrale (بخش مرکزی)
- Chah-e Dad Khoda (بخش چاه دادخدا)